# Lista över insjöar i Sverige med namn som slutar på -järv
-järv utgör slutled i åtminstone följande insjöanamn i Sverige:
- Råinjärv, sjö i Torsby kommun och Värmland 60°38′18″N 12°43′56″Ö / 60.63826°N 12.73227°Ö
- Jussinjärv, sjö i Orsa kommun och Dalarna 61°24′46″N 15°00′31″Ö / 61.41277°N 15.00869°Ö
- Rodenjärv, sjö i Orsa kommun och Dalarna 61°27′26″N 15°02′46″Ö / 61.45722°N 15.04600°Ö
- Lilla Virkasjärv, sjö i Ljusdals kommun och Hälsingland 61°40′49″N 14°37′24″Ö / 61.68028°N 14.62327°Ö
- Lockjärv, sjö i Hudiksvalls kommun och Hälsingland 62°09′26″N 16°20′36″Ö / 62.15713°N 16.34334°Ö
- Norra Virkasjärv, sjö i Ljusdals kommun och Hälsingland 61°41′29″N 14°37′09″Ö / 61.69146°N 14.61925°Ö
- Nälgojärv, sjö i Ljusdals kommun och Hälsingland 61°37′52″N 14°57′30″Ö / 61.63107°N 14.95838°Ö
- Salmijärv, sjö i Ljusdals kommun och Hälsingland 61°38′10″N 14°58′02″Ö / 61.63624°N 14.96729°Ö
- Södra Virkasjärv, sjö i Ljusdals kommun och Hälsingland 61°41′02″N 14°36′51″Ö / 61.68379°N 14.61426°Ö
- Tallasjärv, sjö i Ljusdals kommun och Hälsingland 61°37′26″N 14°57′53″Ö / 61.62384°N 14.96480°Ö
- Tarajärv, sjö i Ljusdals kommun och Hälsingland 61°37′06″N 14°58′39″Ö / 61.61836°N 14.97739°Ö
- Ylajärv, sjö i Ljusdals kommun och Hälsingland 61°36′47″N 14°38′17″Ö / 61.61301°N 14.63809°Ö
- Alsjärv, sjö i Överkalix kommun och Norrbotten 66°24′17″N 22°53′48″Ö / 66.40475°N 22.89662°Ö
- Ertsjärv, sjö i Överkalix kommun och Norrbotten 66°34′02″N 22°09′25″Ö / 66.56713°N 22.15688°Ö
- Halljärv, sjö i Överkalix kommun och Norrbotten 66°17′42″N 22°46′54″Ö / 66.29494°N 22.78177°Ö
- Inre Märkjärv, sjö i Överkalix kommun och Norrbotten 66°38′12″N 22°48′33″Ö / 66.63658°N 22.80906°Ö
- Jock-Alsjärv, sjö i Överkalix kommun och Norrbotten 66°39′49″N 22°51′28″Ö / 66.66369°N 22.85769°Ö
- Karkjärv, sjö i Överkalix kommun och Norrbotten 66°20′11″N 22°25′54″Ö / 66.33645°N 22.43162°Ö
- Kesasjärv, sjö i Överkalix kommun och Norrbotten 66°18′32″N 22°20′34″Ö / 66.30897°N 22.34283°Ö
- Kinsjärv, sjö i Överkalix kommun och Norrbotten 66°22′30″N 22°22′01″Ö / 66.37496°N 22.36706°Ö
- Kopparsjärv, sjö i Överkalix kommun och Norrbotten 66°28′03″N 22°24′15″Ö / 66.46752°N 22.40409°Ö
- Korsjärv, sjö i Överkalix kommun och Norrbotten 66°34′49″N 22°13′28″Ö / 66.58032°N 22.22432°Ö
- Kypasjärv, sjö i Överkalix kommun och Norrbotten 66°11′58″N 23°12′36″Ö / 66.19945°N 23.21010°Ö
- Kälvjärv, sjö i Överkalix kommun och Norrbotten 66°13′26″N 22°42′53″Ö / 66.22378°N 22.71469°Ö
- Kölmjärv, sjö i Överkalix kommun och Norrbotten 66°22′15″N 22°18′20″Ö / 66.37070°N 22.30556°Ö
- Lill-Kalajärv, sjö i Kalix kommun och Norrbotten 65°59′13″N 23°24′38″Ö / 65.98689°N 23.41047°Ö
- Lill-Rönsjärv, sjö i Överkalix kommun och Norrbotten 66°33′01″N 23°01′22″Ö / 66.55014°N 23.02266°Ö
- Marsjärv, sjö i Överkalix kommun och Norrbotten 66°26′37″N 22°14′46″Ö / 66.44361°N 22.24601°Ö
- Naisjärv, sjö i Överkalix kommun och Norrbotten 66°31′02″N 22°17′56″Ö / 66.51725°N 22.29899°Ö
- Näverjärv, sjö i Överkalix kommun och Norrbotten 66°21′04″N 22°18′08″Ö / 66.35111°N 22.30226°Ö
- Orasjärv, sjö i Överkalix kommun och Norrbotten 66°28′20″N 22°31′11″Ö / 66.47231°N 22.51966°Ö
- Posjärv, sjö i Överkalix kommun och Norrbotten 66°27′37″N 23°03′45″Ö / 66.46019°N 23.06261°Ö
- Rudjärv, sjö i Överkalix kommun och Norrbotten 66°27′03″N 22°52′25″Ö / 66.45086°N 22.87370°Ö
- Rönsjärv, sjö i Överkalix kommun och Norrbotten 66°35′50″N 22°58′58″Ö / 66.59724°N 22.98268°Ö
- Sandsjärv, sjö i Överkalix kommun och Norrbotten 66°21′16″N 22°41′34″Ö / 66.35444°N 22.69288°Ö
- Talljärv, sjö i Överkalix kommun och Norrbotten 66°17′06″N 22°14′00″Ö / 66.28499°N 22.23346°Ö
- Tansjärv, sjö i Överkalix kommun och Norrbotten 66°17′00″N 22°42′20″Ö / 66.28340°N 22.70560°Ö
- Tarasjärv, sjö i Överkalix kommun och Norrbotten 66°23′24″N 23°00′55″Ö / 66.39009°N 23.01522°Ö
- Tjäutjärv, sjö i Överkalix kommun och Norrbotten 66°35′55″N 22°09′59″Ö / 66.59872°N 22.16635°Ö
- Ulmjärv, sjö i Överkalix kommun och Norrbotten 66°39′40″N 22°04′43″Ö / 66.66106°N 22.07867°Ö
- Vålajärv, sjö i Älvsbyns kommun och Norrbotten 65°38′35″N 20°40′04″Ö / 65.64304°N 20.66769°Ö
- Yttre Lansjärv, sjö i Överkalix kommun och Norrbotten 66°36′20″N 22°16′18″Ö / 66.60557°N 22.27166°Ö
- Yttre Märkjärv, sjö i Överkalix kommun och Norrbotten 66°36′46″N 22°48′33″Ö / 66.61287°N 22.80914°Ö
- Övre Lansjärv, sjö i Överkalix kommun och Norrbotten 66°39′52″N 22°12′37″Ö / 66.66447°N 22.21034°Ö